# Design
Design [dɪˈzaɪn] steht im Englischen für den Entwurf und das Entwerfen in einem sehr umfassenden Sinn. 
Im Deutschen wird unter dem Begriff im Allgemeinen die äußerliche Form- und Farbgestaltung verstanden (→ Formgebung), insbesondere die Gestaltung von Gebrauchsgegenständen.  
Ja nach Kontext kann mit dem Begriff der Entwurf sehr unterschiedlicher Dinge gemeint sein, im Englischen etwa auch die Gestaltung von Prozessen und Konzepten bis hin zu planvollem Handeln ganz allgemein.
Wie das deutsche Entwerfen kann sich der Begriff ebenso auf die architektonische Gestaltung von Gebäuden wie auf den ingenieurtechnischen Aspekt des Konstruierens beziehen.
Auch beim Objektdesign umfasst die Tätigkeit des Designers häufig nicht nur die äußerliche Formgebung, sondern auch die Auseinandersetzung mit der technischen Funktion eines Objekts sowie mit dessen Interaktion mit einem Benutzer (Interfacedesign). 
Im Design-Prozess kann Einfluss auf die Funktion, Bedienbarkeit und Lebensdauer eines Objekts genommen werden, was insbesondere beim Produktdesign relevant ist.
Man spricht heute auch von Software-Design, wobei allerdings der Entwurf von Algorithmen und nicht der gegenständlicher Formen gemeint ist.

## Begriff
Design ist ein Lehnwort aus dem Englischen, das wiederum aus dem lateinischen designare ‚(be)zeichnen‘, abgeleitet ist und in viele Sprachen Eingang gefunden hat.
Sprachgeschichtlich stammt der Begriff vom italienischen disegno ‚Zeichnung‘, ab. 
Im Englischen und Französischen bedeutet design ‚Gestaltung‘ oder ‚Entwurf‘, während das Italienische stärker einen erprobenden Vorgang betont, ähnlich dem spanischen diseño. 
 
Der zeichnerische Entwurf wurde in der italienischen Renaissance „disegno“ genannt. In der englischen Sprache verbreitete sich der Begriff Disegno im 17. Jahrhundert, als sich in England die Auffassung durchsetzte, dass neben den Bildenden Künsten gerade auch die „mechanischen Künste“ das Zeichnen, „die Design- beziehungsweise Zeichenpraxis“, benötigten. Damit waren mathematische Fächer angesprochen, die heute Ingenieurwissenschaften heißen, damals jedoch noch eng an die (Angewandten) Künste angelehnt waren. Deren Aufschwung um 1800 führte im Jahr 1837 zur Gründung der ersten Design-Akademie, der Government School of Design in London, und zur Herausgabe des ersten Design-Journals unter der Federführung des Reformers Henry Cole, das in England zwischen 1849 und 1852 monatlich erschien. Der Design-Begriff hatte zu jener Zeit in England eine zweifache Bedeutung, die die Zeichnung und die (technische) Gestaltung in den Angewandten Künsten gleichermaßen abdeckte. In diesem zweifachen Sinne wurde Design zu einer empirischen Wissenschaft. Erst 1885 hielt der Design-Begriff Einzug in das Oxford English Dictionary. Im deutschen Sprachraum soll er angeblich von Mies van der Rohe in den 1930er-Jahren eingeführt worden sein, vereinzelt war er aber bereits um 1800 in deutschsprachigen Quellen anzutreffen. Doch vor 1945 wurde im Deutschen generell noch nicht von „Design“ gesprochen. Stattdessen war in der Begriffsbildung der künstlerische Anteil noch stilprägend: Kunsthandwerk, Industriekunst, Angewandte Kunst oder Dekorative Kunst – in den 1860er-Jahren kam der Begriff des Kunstgewerbes hinzu. In den 1920er-Jahren wurde zunehmend von „Gestaltung“ gesprochen. Diese verfolgte einen ganzheitlichen Ansatz.
Seit den 1980er Jahren ist zu beobachten, dass auch im Deutschen der Designbegriff in seiner umfassenden Bedeutung aus der englischen Sprache übernommen und so auf verschiedene Arbeits- und Lebensbereichen angewandt wird (etwa im Konzept des Design Thinking).
Im Qualitätsmanagement versteht man entsprechend der ISO-Norm die Formung des Produktionsprozesses (im weitesten Sinne) als Designprozess. Diese Anwendung des Begriffes geht offensichtlich auf die englische Wortbedeutung zurück. 

## Pluralismus und Design
Es gibt kein einheitliches Verständnis von Design. Vor allem Theorie und Praxis gehen unterschiedlich mit dem Begriff um. Die Designtheorie hat wenig Einfluss auf die Praxis und umgekehrt.
Während die Design-Theorie Modelle entwickelt, um die Designpraxis zu erfassen oder zu erklären, arbeitet die Praxis auf der Grundlage empirischer Erfahrungen und nimmt kaum Rücksicht darauf, welche disziplinären Grenzen sie durchbricht.

## Design orientiert sich am Menschen

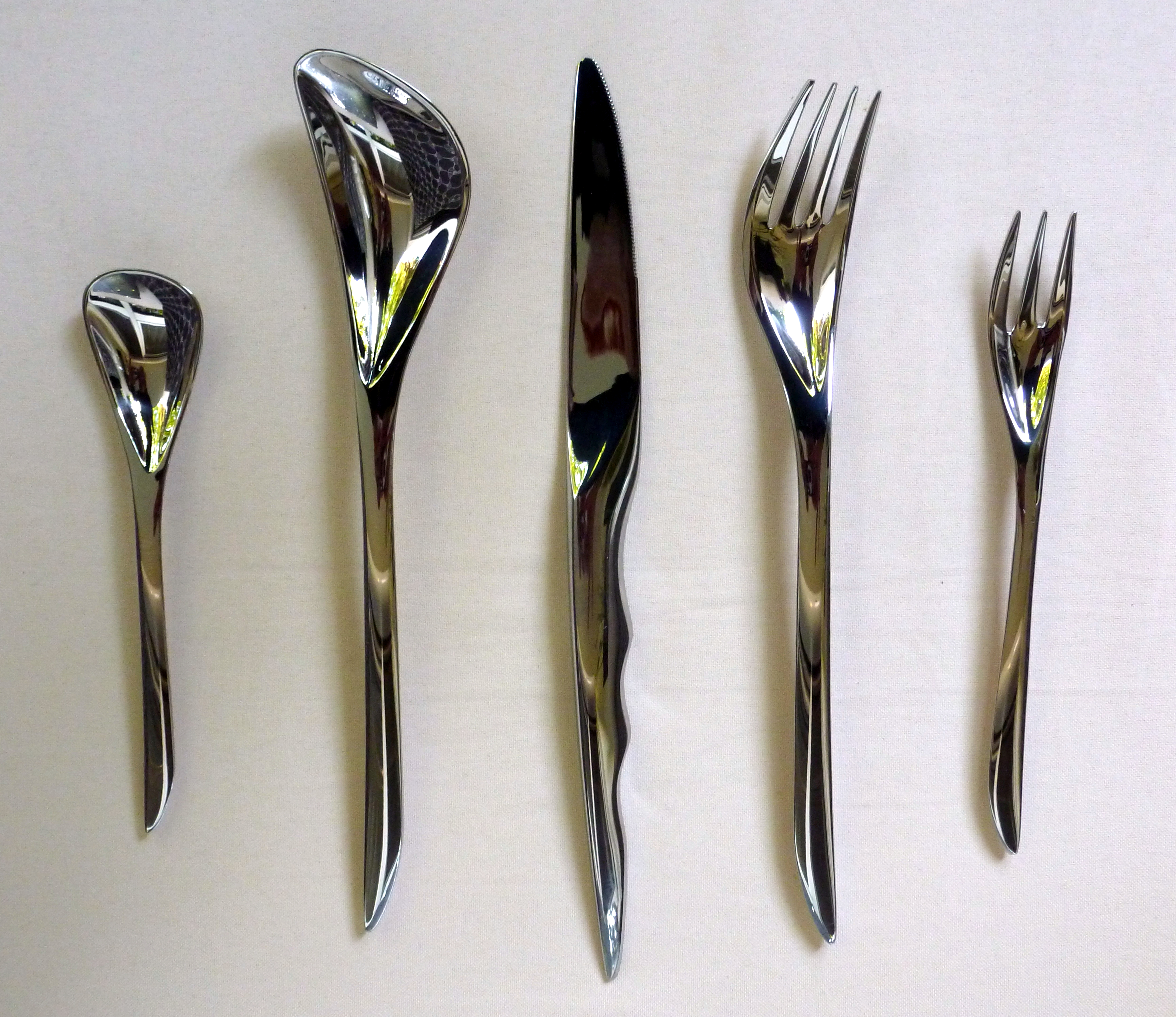
Ergonomisch gestaltetes WMF-Besteck, Design von der Architektin und Produktdesignerin Zaha Hadid, 2007

Design orientiert sich am Menschen und seinen vielfältigen Bedürfnissen. Diese Bedürfnisse reichen von körperlichen und psychischen Bedürfnissen bis hin zu Anforderungen des menschlichen Verstands an die gegenständliche Umwelt. Design folgt dabei nicht allein selbst gesetzten Regeln und Intentionen, sondern muss sich vor allem mit den Interessen jener Gruppen oder Personen auseinandersetzen, denen das Design dienlich sein soll. Dadurch ist Design und sind die Entwürfe vor allem zweckorientiert. In der Designtheorie wurde dafür der Begriff der Funktionalität geprägt. Vor allem durch diese Zweckorientierung unterscheidet sich Design von der Kunst.

## Prozesshaftigkeit von Design
In der traditionellen Sichtweise steht am Beginn eines Entwicklungsprozesses die Analyse des Vorgefundenen und der Anforderungen an ein innovatives Konzept. Auf die Analyse folgt die Konkretisierung eines Konzepts. Das Konzept des Designers definiert bereits erste Ideen zur Beschaffenheit eines Systems oder Objekts. Dabei wählt der Designer die Mittel aus, die ihm zur Erfüllung der Zwecke geeignet erscheinen, und kombiniert diese systematisch.
Die neuere Designtheorie sieht Analyse und Synthese eher als Einheit. Konzepte wie Doing for the sake of knowing oder Analysis through synthesis, eingeführt von Donald A. Schön und konkretisiert von Henrik Gedenryd, erklären Design eher als hermeneutischen Zirkel denn als Abfolge von Analyse und Konkretisierung.
Weil der Mensch vor allem über die Sinne mit der Umwelt interagiert, muss jedes Design physisch und räumlich werden. So bedürfen Designobjekte und auch Designsysteme einer Gestalt, die in der konkreten Entwurfsphase definiert wird. Zuletzt wird der Entwurf in die Umwelt implementiert und beispielsweise in industrieller Serienproduktion hergestellt, vermarktet und verkauft.

## Design nutzt vielfältiges Wissen
Konzepte und Objekte, die für den Menschen geschaffen sind, besitzen vielschichtige Eigenschaften. In der Praxis werden für die Entwicklung von solchen Konzepten und Objekten unterschiedlichstes Wissen oder Elemente benutzt, die aus designtheoretischer Sicht nicht spezifisch für das Design sind. Die meisten industriell hergestellten Objekte bedürfen beispielsweise der Mitwirkung von Technikern, Ingenieuren und Marktstrategen, um aus der Konzeptrealität in die Marktrealität einzutreten.
Die Designtheorie beschränkt ihren Fokus jedoch lediglich auf designspezifische Aspekte. Zwar ist die Verknüpfung etwa von Ingenieurswissen, soziologischem und psychologischen Erkenntnissen für die Theorie interessant, jedoch sind technische Motoren, Erkenntnisse über Gruppenverhalten oder tiefenpsychologische Modelle für sich genommen keine Gegenstände, die spezifisch für das Design wären. In der Praxis werden diese und viele andere Elemente jedoch von den Designern genutzt und in umfangreichere Konzepte und Systeme für den Menschen mit einbezogen. Hier zeigt sich, dass die Designpraxis vielfältigstes Wissen unterschiedlichster Herkunft nutzt. Das Design entwickelt eine übergeordnete Syntax, eine Ordnung, um auf den Menschen zu wirken.

## Funktionen von Design
Geht man von einer Betrachtung aus, die eher phänomenologisch ist, lassen sich die Funktionen von Design kaum katalogisieren. Schließlich gibt es im Grunde ebenso viele Funktionen wie menschliche Bedürfnisse und Individuen. Hinzu kommen zeitliche Aspekte, da sich die Menschen als Individuen oder als Gruppen stetig verändern – und damit auch ihre Bedürfnisse. Dennoch gibt es viele theoretische Bestrebungen, um einen Katalog von Funktionen zu erstellen, der spezifisch für Design ist. An dieser Stelle können jedoch nur einige kurz aufgeführt werden. Die einzelnen Modelle sind unter Theoretikern je nach Auffassung teils umstritten.
Der „Offenbacher Ansatz“, von Jochen Gros 1983 entwickelt und von Dagmar Steffen in Zusammenarbeit mit Gros im Jahr 2000 erneut beschrieben und populär gemacht, bezieht sich vor allem auf Produkte und deren semantische Ebenen. Genannt werden folgende Kategorien:
1. praktische Funktionen
2. formal-ästhetische Funktionen und
3. zeichenhafte/semantische Funktionen, wobei letztere unterteilt werden in die Unterkategorien
  1. Anzeichenfunktionen und
  2. symbolische Funktionen.

Während sich die praktischen Funktionen eher auf die physischen Eigenschaften von Gebrauchsgegenständen beziehen – eine Schere soll gut schneiden können, ein Griff soll gut in der Hand liegen – beziehen sich die formal-ästhetischen Funktionen auf die formalen Eigenschaften von Produkten und deren rein ästhetische Ordnung. So wird der Grad der Komplexität eines Produkts hinsichtlich verschiedenartiger Formen erfasst. Die Kategorie der Anzeichenfunktionen bezeichnet solche Elemente eines Objekts, die auf dessen Funktion, auf bestimmte Eigenschaften und den möglichen Gebrauch zeichenhaft hindeuten. Ein markanter, roter Anschalt-Hebel besitzt insofern eine Anzeichenfunktion, indem erstens angelernt ist, dass ein großer Hebel meistens eine Maschine ein- oder ausschaltet. Zweitens zieht die rote Färbung besondere Aufmerksamkeit auf sich und zeigt an, dass er wichtig ist.
Die symbolischen Funktionen beziehen sich vor allem auf die sozialen oder psychologischen Aspekte eines Objekts und gehen oft einher mit Gruppendynamik – ein auffällig teures Auto soll zum Beispiel den Status des Besitzers symbolisieren. Die symbolischen Funktionen beziehen sich somit auf die Position und Bedeutung eines Objekts innerhalb eines umfangreichen gesellschaftlichen Szenarios. Gleichzeitig kann ein Objekt aber für einen einzelnen Menschen eine besondere symbolische Funktion besitzen, als Andenken oder als Anker für eine Erinnerung etwa.
Beat Schneider stellt 2005 in seinem Buch Design – Eine Einführung folgende Kategorien vor und geht damit auch über das Produktdesign hinaus:
1. technisch-praktische Funktionen
2. ästhetische Funktionen und
3. symbolische Funktionen.

Mit der ersten Kategorie sind wieder die physischen Funktionen von Objekten gemeint. Auch die dritte Kategorie ähnelt der Definition des Offenbacher Ansatzes. Unter der Kategorie der ästhetischen Funktionen werden jedoch weitreichend alle kommunikativen, informativen und formalen Funktionen erfasst, die auf die Sinneswahrnehmung und den Verstand oder auf die Psyche abzielen.
Innerhalb der kommunikativen Funktionen hat Gui Bonsiepe 1964 im Zusammenhang mit der HfG Ulm zwischen den
1. informativen Funktionen und den
2. persuasiven Funktionen

unterschieden.
Erstere Kategorie bezieht sich auf solche Kommunikationsformen, deren Zweck eine sachliche, rationale Informationsvermittlung ist. Es soll kein weiteres Ziel erreicht werden, als dem Rezipienten neue Information oder Wissen zukommen zu lassen. Durch eine persuasive Funktion soll eine Person jedoch zu einem Verhalten überredet oder gedrängt werden. In der Werbung beispielsweise werden persuasive Funktionen häufig aktiv, denn die potentiellen Käufer sollen mit unterschiedlichen Mitteln zum Kauf angeregt werden.
Der Autor dieses Artikels hat, zum Teil auf Grundlage der oben beschriebenen Kategorien, einen detaillierten Katalog von Funktionen erarbeitet, die sich jedoch inhaltlich teils überschneiden können. Vor allem lassen sich die Funktionen in die Kategorien Funktionen für den menschlichen Körper und solche für den Verstand und die Psyche beschreiben.

### Funktionen für den Körper
Ergonomische Funktionen
Gemeint sind solche Aspekte, die auf die spezifischen direkten Anforderungen des menschlichen Körpers an seine Umwelt eingehen oder Dinge für ihn besser nutzbar machen. Dazu zählen etwa der Form der menschlichen Hand angepasste Griffe oder Licht, das nicht blendet.
Gebrauchsfördernde Funktionen I
Alle Ebenen von Objekten, die den Körper beim Gebrauch unterstützen, sind hier erfasst, etwa die Griffe an einer Schere, die durchaus auch ohne diese funktionieren würde.

### Funktionen für den Verstand und die Psyche
Gebrauchsfördernde Funktionen II
Eine solche Funktion soll die Bedingungen und Eigenschaften von Objekten erklärend darstellen, etwa die oben erwähnte rote Färbung eines Einschalt-Hebels.
Informative Funktionen
Es soll kein weiteres Ziel erreicht werden, als dem Rezipienten des Designs durch die zweckgemäße Gestaltung Information oder Wissen zukommen zu lassen.
Siehe Gui Bonsiepe
Didaktische Funktionen
Solche Systeme, die gezielt und systematisch neue Erkenntnisse und Wissen vermitteln wollen, besitzen eine didaktische Funktion, wie lernorientierte Schaubilder für Schulbücher.
Zeichenfunktionen
Objekte, die als konkretes oder abstraktes Zeichen auf einen Inhalt oder Ähnliches hindeuten, verfügen über eine Zeichenfunktion, so zum Beispiel ein klassischer Pfeil oder auch die Figuren auf WC-Kabinen. Immer bedürfen Zeichen eines vorhergehenden Lernprozesses, damit sie verstanden werden, wobei bestimmte (konkrete) Zeichen allein aus kulturübergreifendem Gebrauch desselben (in eine Richtung deutender Finger) oder aus globaler Bekanntheit des Bezeichneten und unmittelbarem zum Beispiel visuellem Bezug des Zeichens zu diesem (Figuren auf WC-Kabinen) somit allgemein verstanden werden können.
Symbolische Funktion
Die symbolische Funktion lässt sich nur bedingt als Funktion für den Verstand einordnen, da sie auch psychische Aspekte mit einbezieht. Geht man jedoch vom Empfänger aus, der ein Symbol deutet, wird klar, dass ein solches zunächst auf den Verstand wirkt. Dennoch macht die Verbindung von Symbolen zu umfangreichen psychischen Bedürfnissen deutlich, dass eine Zuordnung auch weiter unten passen würde. Immerhin bedienen Symbole solche Bedürfnisse wie Achtung, Liebe oder Zugehörigkeit.
Vermittlungsfunktion
Design vermittelt häufig zwischen immateriellen Inhalten (wissenschaftliche Erkenntnisse), digitalen Umgebungen oder nicht unmittelbar präsenten Personen und den Menschen – etwa in der Gestalt von künstlichen Bildern, Interfaces (Mensch-Maschine-Schnittstellen) oder einfach Briefen. Immer dann, wenn eine Information nicht unmittelbar physisch präsent ist oder mit natürlichen menschlichen Mitteln nicht erfasst werden kann, werden Vermittlungsfunktionen benötigt, die eben zwischen dem Immateriellen oder Fernen und den Sinnen der Menschen vermitteln.
Strukturierende Funktion
Da der Mensch nur mit den Sinnen wahrnimmt, benötigen viele Konzepte eine Gestalt, eine Struktur, um überhaupt nutzbar zu sein. So besitzen die Maßeinheiten eines Lineals eine strukturierende Funktion, denn nur dadurch, dass das Konzept gleichmäßig unterteilter (diskreter) Einheiten eine sinnlich erfahrbare Form bekommt, kann es funktionieren.
Allgemeine psychologische Funktionen
Grundsätzlich kann jede Gestalt auf die menschliche Psyche wirken: Bestimmte Farben besitzen bestimmte psychologische Wirkungen; Formen werden von den Menschen unterschiedlich bewertet und beeinflussen unsere Stimmung. Auf empirischer, wissenschaftlicher Basis wurden bestimmte Zusammenhänge zwischen konkreten Formen und psychischen Konsequenzen aufgezeigt. Trotz allem ist der Faktor der Subjektivität sehr hoch, da natürlich jedes Individuum sehr eigentümlich auf Formen und Gestalten reagiert. Dennoch sollen Designs oft gezielt psychologische Funktionen erfüllen und zum Beispiel das Wohlbefinden in Räumen beeinflussen.
Persuasive Funktionen
Siehe Gui Bonsiepe

## Die freie Anwendungsphase
Design ist funktional. Die Objekte sollen ihren Zweck erfüllen und jene Funktionen ausführen können, die vom Entwickler des Objekts festgelegt wurden. Zum Beispiel soll ein Plakat bestimmte Informationen vermitteln oder ein Stuhl soll seine ergonomische Funktion erfüllen.
Im Entwicklungsprozess wurden die Funktionen ins Objekt eingebettet. In der Anwendungsphase der Objekte werden die möglichen Funktionen nun genutzt – im Idealfall für den Entwickler entsprechend seinen Interessen. Hinzu kommt nun jedoch, dass auch der Benutzer bestimmte Interessen hat und die Objekte entsprechend seinem subjektiven Hintergrund nutzt, deutet oder sogar umnutzt. Schließlich kann vom Entwickler nicht immer eindeutig vorhergesehen werden, welche Bestimmung die Objekte in der Anwendungsphase ausführen. Plakate können missverstanden werden, durch Hinzufügen von weiterem Inhalt kann der Inhalt einer Botschaft verändert werden, Stühle werden genutzt, um andere Gegenstände darauf abzulegen – um nur einige einfache Beispiele zu nennen. Uta Brandes führte den Begriff 'Nicht Intentionales Design' ein, der auf die spontane und gezielte Umnutzung von Objekten hindeutet, so dass diese nicht mehr dem vorgesehenen Zweck entsprechend gebraucht werden.

## Weiterreichende Konsequenzen von Design
Die oben beschriebenen Funktionen beziehen sich eher auf eine unmittelbare Wirkung auf einzelne Personen oder Gruppen. Einwirkungen von Entwürfen vollziehen sich in den seltensten Fällen nach einem simplen Reiz-Reaktions-Schema. Informationen eines Plakats, Aussagen eines Werbespot und dergleichen verstärken oder neutralisieren einander. Sie tragen zu einem permanenten Ranking von Marken und mittlerweile auch politischen Gruppierungen oder Persönlichkeiten bei. So kann Design durch seine Stringenz umfassende Prozesse verstärken, die von Entwicklern bzw. Auftraggebern zuvor geplant wurden und ihren Intentionen und Interessen entsprechen. Auch in der reinen Entwicklungsphase von Objekten ergeben sich Aufgaben und Fragestellungen, deren weitreichende Konsequenzen im Designprozess kaum thematisiert werden. Gestalter wie Otl Aicher stellten daher an den Anfang eines Entwurfsprozesses stets eine Art De-Briefing, mit dem sie tatsächliche von vorgeblichen Zielen zu unterscheiden suchten.

### Wirtschaftliche Konsequenzen
Design wird genutzt, um Produkte und Dienstleistungen zu entwickeln, zu optimieren und zu differenzieren: Anbieter A will sich etwa von Anbieter B abheben; er will sich markant im Markt positionieren und den Absatz fördern. Aus diesem Grund erarbeitet das Design eine umfassende Designstrategie, die von einem Corporate Design über effiziente Werbemaßnahmen bis zu einer innovativen Produktlinie reicht. Nicht zuletzt auf Grund einer effizienten Designstrategie werden Produkte und Dienstleistungen gekauft, so dass sich durch Design nun weitreichende wirtschaftliche Konsequenzen ergeben – nicht nur für das einzelne Unternehmen, sondern teils für den gesamten Markt. Klare Kostenkalkulationen spielen schon in der Entwicklungsphase der Produkte eine Rolle. So kann die simple Änderung in der Materialwahl oder der Konstruktion eines Produkts Kosten sparen oder explodieren lassen, seine Attraktivität steigern oder minimieren.

### Soziale Konsequenzen
Im Rahmen der Beschreibung der symbolischen Funktion wurden gruppendynamische Effekte schon angesprochen. Zum Beispiel soll ein teures Fahrzeug und der Besitz bestimmter Kleider einer Gruppe den sozialen Status des Besitzers vermitteln oder die Gruppenzugehörigkeit unterstützen. Im Entwicklungsprozess sind solche Effekte teils nur schwer zu planen, jedoch wird unter anderem durch Werbung und andere Marketingmaßnahmen versucht, solche sozialen Konsequenzen zu steuern, um die Produkte genauer platzieren zu können.
Vor allem aber ziehen auch die Stadtplanung und Architektur, die man in einem umfassenden Verständnis ebenfalls als Design bezeichnen kann, weitreichende soziale und auch politische Konsequenzen nach sich. Werden soziale Gruppen mit niederem Einkommen etwa außerhalb von Großstädten angesiedelt (Banlieues) und die höheren Einkommensgruppen innerhalb der Städte, wie etwa in Paris der Fall, kann es zu sozialen Brennpunkten kommen, die zu politischen Effekten führen. Auch das idealistische Konzept von Richard Buckminster Fuller, durch industrielle Produktionsmethoden Wohnhäuser so leicht und günstig zu machen, dass für jeden ein solches bereitgestellt werden kann, zielt schon in der Entwicklungsphase auf soziale und politische Konsequenzen. Bisweilen wird Design gezielt eingesetzt, um bestimmte Personengruppen wie Obdachlose abzuschrecken oder zu vertreiben (siehe auch: Defensive Architektur, auch bekannt als Feindliches Design).

### Ökologische Konsequenzen
In der Entwicklungsphase, besonders von industriell gefertigten Produkten, müssen die ökologischen Konsequenzen bedacht werden. Schließlich werden bei der Herstellung, Distribution und selbst beim vorbildlichen Recycling von Produkten stets Materialressourcen, Rohstoffe und Energie verbraucht. Auch in der Gebrauchsphase nahezu jedes Gebrauchsgegenstandes werden Ressourcen benötigt, die die Umwelt belasten. Auch hier haben winzige konstruktive Details – bei elektrischen Geräten etwa der Verzicht auf einen Aus-Schalter – erhebliche Auswirkungen, die sich mit der Skalierung des Produktes im industriellen Produktionsprozess potenzieren können. Die Ökobilanz liefert konkrete Mittel, um festzustellen, wie umweltverträglich ein Entwurf bzw. Produkt im gesamten Produktzyklus ist.

## Theoretische Grenzen des Designs
Nachdem schon deutlich gemacht wurde, wie unterschiedlich etwa die Funktionen des Designs von verschiedenen Theoretikern beschrieben werden, wird auch die Abgrenzung von Design zu anderen Bereichen des menschlichen Schaffens von verschiedenen Theorien jeweils unterschiedlich betrachtet. Im Wesentlichen stimmen alle darüber ein, dass sich Design am Menschen orientiert und innovative Konzepte, Systeme und Objekte entwickelt, um einen Einfluss auf den Menschen auszuüben. Die Theorien unterscheiden sich jedoch, wenn es um die Frage geht, in welchem Umfang man in der Praxis und im Alltag von Design sprechen kann.
Sehr traditionelle und allgemein als überholt angesehene Theorien sahen im Design die reine Formgebung von Objekten zum Zwecke der Verschönerung und Verbesserung der praktischen Funktionalität. Geradezu teleologisch strebten sie als Endzweck nach einer endgültigen, nicht mehr zu verbessernden Form der Dinge, als seien diese nicht stets durch Materialien, Technologien, Gebrauchsweisen, Bedürfnisse und Funktionen limitiert und vorläufig. Betont wurde der Vorbildcharakter bestimmter Entwürfe. Die Auszeichnung „Gute Form“ stand in dieser Tradition, wurde aber abgeschafft. An ihre Stelle traten manchmal ebenso fragwürdige Auszeichnungen, die Designqualität vor allem unter Aspekten der designpraktischen Regelhaftigkeit und Perfektion beurteilen. Häufig können diese der reinen Lehre entsprechenden Produkte den Markt nicht überzeugen.
So soll Design beispielsweise das Konsumverhalten anregen, Kaufwünsche erzeugen oder Produkte und Unternehmen voneinander differenzieren. Teils wird tatsächlich nur dann von Design gesprochen, wenn zwei- oder dreidimensionale Produkte in die Massenproduktion gehen. Einzelstücke werden stattdessen als Kunsthandwerk bezeichnet. Dabei wird übersehen, dass Design auch in gänzlich privater Umgebung oder in sozialen und politischen Kontexten eine große Bedeutung hat. Weiterhin ist es fraglich, ob die Quantität der Vervielfältigung eines Gegenstandes Auskunft darüber geben kann, ob es sich um Design handelt oder nicht. Schließlich ist eine Definition doch eher in allgemeinen qualitativen Aspekten zu suchen: etwa in der Motivation, der Perspektive und den Effekten von Design.
Manche Theoretiker nehmen eine besondere Höhe der formalen und funktionalen Qualität von Objekten zum Ausgangspunkt. Sie unterscheiden dabei zwischen verschiedenen Stufen des Designs hinsichtlich Innovation, technischer Qualität und formaler Höhe. Traditionelle Objekte wie Eichenkommoden werden teilweise als Non-Design oder Banal-Design bezeichnet – besonders anspruchsvolle, neuartige Objekte mit hohem Grad an innovativer Konzeption hingegen als besonders gutes Design.
Andere Theoretiker entziehen sich einer konkreten Definition und betonen eine besondere Gabe der praktisch agierenden Designer, die sie in die Lage versetze, quer zu denken, unkonventionelle Wege einzuschlagen und vielseitige Probleme zu lösen. Die allgemeinste und wohl am wenigsten elitäre Theorie sieht in jedem Menschen einen Designer und das Design somit als sehr grundlegende Kompetenz des menschlichen Handelns und Schaffens. Immerhin entwickelt fast jede Person täglich Objekte und Formen, die auf die menschlichen Bedürfnisse abzielen – zum Beispiel private Webseiten, Möbel, die nach funktionalen Kriterien arrangiert oder sogar selbst gebaut werden oder Briefe und Schaubilder im Büro.
Die Problematik der Definition, was gutes Design ist, entsteht aus den verschiedenen Ansprüchen hinsichtlich Ästhetik, Nutzen, Praktikabilität und anderen Faktoren, welche nur von einem theoretischen Ideal-Design alle gleichermaßen erfüllt werden können.

## Designdisziplinen
In der professionellen Designpraxis gibt es verschiedene Disziplinen, die nach den genutzten Medien oder nach Funktionen unterschieden werden. Vor allem gelten die folgenden Disziplinen in der beruflichen Praxis und auch an Hochschulen zur Unterscheidung der Kompetenz von professionellen Designern. Auch wenn in der Praxis diese Auftrennung sich so nicht darstellt. Vielmehr wächst die Akzeptanz für interdisziplinäre oder transdisziplinäre Designer und deren Ausbildung. Gern werden Designer mit fachfremder Kompetenz in ansonsten monokulturell ausgerichteten Teams eingesetzt. Es gibt für jedes dieser Gebiete einflussreiche Designer, die die Entwicklung prägten.

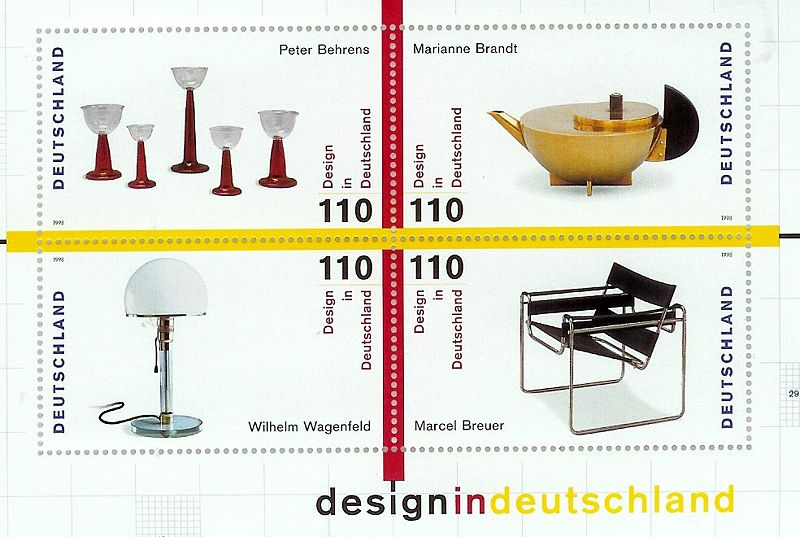
Design – Briefmarkenblock

Application Designbeschreibt die Definition von Funktionen und Funktionsumfang, von Einsatzfeldern und von Verhalten und Gestalt eines Software-Produktes unter Berücksichtigung der Graphical-User-Interface- und Corporate-Design-Vorgaben.
ArchitekturObschon sich Architekten meist nicht als Designer verstehen, erfüllen sie in ihrer Tätigkeit die Ideale designerischen Handelns.
Automobildesign, Transportation DesignAutomobile, aber auch andere Fahrzeuge, werden durch Transportation Designer entwickelt.
Axiomatic DesignDieser Begriff beschreibt eine Methode des strukturierten Entwerfens von Systemen.
Corporate DesignEs gibt (noch) keine ausgewiesenen Studiengänge für Corporate Design, jedoch haben sich viele Designer und Unternehmen auf Corporate Design spezialisiert. Corporate Identity bezeichnet die übergreifende, allgemeine Selbstauffassung von Organisationen. Der Begriff Corporate Design richtet sich auf alle formalen Aspekte der Corporate Identity, Logo, die unternehmenstypische Produktgestaltung, die Werbeauftritte, die Unternehmensarchitektur.
DatenbankdesignDatenbankdesign bezeichnet das Planen und Erstellen einer Datenbank. Man spricht auch vom Datenbank-Entwurf. Dies ist besonders bei komplexen Datenbanken-Systemen, wie den relationalen Datenbanken ein wichtiger Arbeitsschritt vor der Erstellung einer Datenbankanwendung.
DesignmanagementIm Designmanagement geht es vorrangig um die Steuerung der organisatorischen Prozesse für und den strategischen Einsatz von Designanwendungen.
Digital DesignDigital Design beschäftigt sich mit der ganzheitlichen Gestaltung von digitalen Produkten, Systemen, Dienstleistungen, Prozessen oder Geschäftsmodellen.
EcodesignEcodesign bedeutet, die Produktionsprozesse, die Produkte selbst und das Konsumverhalten innerhalb der Grenzen ökologischer Nachhaltigkeit zu betrachten.
Farbdesign oder Color DesignDem Begriff entsprechend kommen Farbdesigner in Designbüros und größeren Unternehmen aller Branchen zum Einsatz.
FernsehdesignDas TV-Design ist der audiovisuelle Auftritt verschiedener Fernsehsender. Es wird als Fernsehdesign oder On Air Design (Motion-Design) bezeichnet.
FotodesignDer Schwerpunkt im Fotodesign dafür liegt auf der visuellen Kommunikation mit Bildern.
Game DesignDer Ursprung des Gamedesigns liegt in der Videospielindustrie. Game Design befasst sich mit der Visualisierung eines Spiels, das heißt Spielidee, Story, Programmierung, Level-Design.
Grafikdesign, KommunikationsdesignDer Begriff Kommunikationsdesign steht übergreifend für eine Funktion, die auch für Produkte Geltung hat, jedoch wird er in der Praxis meist mit Grafikdesign gleichgesetzt. Diese Disziplin umfasst die Anwendung von und Kenntnisse über Layout, Typografie, Fotografie (Bildbearbeitung), Internet-Gestaltung (grafisches Webdesign), Informationstheorie und Medientheorie. Besonders die Werbebranche und die Unternehmenskommunikation werden durch Kommunikationsdesign bedient.
Haptik-DesignDer Begriff Haptik-Design umfasst die Gestaltung aller fühlbaren Eigenschaften eines Produkts und seiner Produktumgebung, inklusive der haptischen Eigenschaften aller manipulierbaren Teile (Schalter, Deckel usw.).
Human-Centered DesignHuman-Centered Design (HCD) ist ein Ansatz zur Gestaltung von Produkten, Systemen und Dienstleistungen, die den Menschen in den Mittelpunkt stellt. Dabei wird besonders Wert darauf gelegt, die Bedürfnisse, Wünsche und Einschränkungen der Nutzer zu verstehen und zu berücksichtigen. Ziel ist es, nützliche, zugängliche Lösungen mit einer guten Usability und User Experience zu entwickeln.
InteraktionsdesignBeim Interaction Design steht die Interaktivität zwischen Mensch und Umwelt durch elektronische Eingabemedien, Sensoren und Computersystemen im Vordergrund. Besonders in den letzten Jahren sind immer mehr Projekte hinsichtlich dynamischer und steuerbarer Architektur entstanden.
Interface DesignDas Interface Design behandelt die Gestaltung und Entwicklung von Mensch-Maschine-Schnittstellen auf Software- und Hardware-Seite und die wechselseitige Implikationen.
Invention Designskizziert, generiert und entwickelt neue Werkzeuge und Produkte an der Schnittstelle zwischen physischer und vernetzter Welt.
LichtdesignLichtdesign ist ein Bereich der Lichtplanung, der sich mit den gestalterischen Aspekten als Kernpunkt beschäftigt. Es kann sich um architektonisch angelegte, dekorativ oder am Theater orientierte Gestaltung handeln.
MediendesignMediendesign verweist bereits in der Bezeichnung, dass es sich grundsätzlich mit allen Varianten von analogen wie digitalen Medien befasst und sich nicht nur auf die Visualisierung und die Kommunikation mit Medien konzentriert, sondern ebenso die Gestaltung und die theoretische Auseinandersetzung mit Information und Interaktion beinhaltet.
Modedesign, BekleidungsdesignModedesign bezeichnet die Planung und Entwicklung (Entwurf) von Mode bzw. Modekollektionen in Form von Kleidungsstücken und Accessoires unter optimalem Einsatz von Produktions- und Wirtschaftsfaktoren. Der Begriff Modedesign wird häufig alternativ mit Bekleidungsdesign gleichgesetzt, auch wenn Mode eigentlich ein Allgemeinbegriff ist und nicht zwangsläufig an Kleidung zu binden ist.
OrientierungsdesignDie Zielsetzung einer benutzerfreundlichen Führung durch öffentliche Räume (Flächen, Gebäude, Parks) erfordert die Zusammenarbeit von verschiedenen Designern mit den Auftraggebern, Gestaltern oder Ausführenden dieser Räume.
Produktdesign, IndustriedesignDas Produktdesign und Industriedesign befasst sich mit der funktionalen Entwicklung sowie der Formgebung industriell gefertigter Produkte (wie Computer, Autos, Haushaltsgeräte, Werkzeuge, Möbel, medizinische Geräte, Sportartikel). Hierfür ist auch Ingenieurwissen erforderlich.
Public Interest DesignPublic Interest Design ist eine auf die Gestaltung des Gemeinwohls und öffentliche Interessen gerichtete Designausbildung und -praxis.
SchmuckdesignDas Schmuckdesign beinhaltet die Gestaltung von Einzelstücken und seriell gefertigter Schmuckstücke.
Service DesignService Design behandelt das Gestalten von Dienstleistungen und ist eine junge, jedoch rasch wachsende Disziplin.
Social DesignSocial Design versteht sich als „Design mit Gewissen“ und als Katalysator für einen positiven sozialen Wandel insbesondere in einem von sozialer Ungleichheit geprägten städtischem Umfeld.
Sound DesignSound Design ist das konzeptionelle Gestalten von Klang und Sounddienstleistungen. Hier gibt es viele Teilbereiche, wie das Film-Sound-Design, akustisches Produkt-Design.
System DesignSystem Design beschäftigt sich mit den dynamischen Entwicklungsprozessen von komplexen Systemen und entwickelt strategische Lösungswege für komplexe Probleme (sog. wicked problems).
TextildesignTextildesign bezeichnet die Planung und Entwicklung (Entwurf) von Musterangeboten, als Oberfläche oder Struktur, für Textilien unter optimalem Einsatz von Produktions- und Wirtschaftsfaktoren. Dieses Berufsfeld umfasst die klassischen Bereiche der Bekleidungs-, Heim- und Objekttextilien sowie zunehmend den technischen Bereich wie zum Beispiel in der Fahrzeug- und der Medizinbranche.
Universal DesignUniverselles Design (Universal Design) ist ein Design-Konzept, welches Produkte, Geräte, Umgebungen und Systeme derart gestaltet, dass sie für so viele Menschen wie möglich ohne weitere Anpassung oder Spezialisierung nutzbar sind.
WebdesignWebdesign (auch Webgestaltung) umfasst die Gestaltung, den Aufbau und die Nutzerführung von Websites für das WWW und das Interface-Design in diesem Bereich.

### Nachschlagewerke
- Thomas Heider, Markus Stegmann, René Zey: Das Design-Lexikon, Directmedia Publishing GmbH, Berlin 2007, Digitale Bibliothek (Produkt), Kleine digitale Bibliothek Band 4, CD-ROM, ISBN 978-3-89853-304-1.

### Allgemeines
- Gui Bonsiepe: Erziehung zur visuellen Gestaltung. In: Zeitschrift der Hochschule für Gestaltung. Heft 12/13. HfG, Ulm 1964, S. 17–24.
- Gerhard Heufler: Design-Basics. Von der Idee zum Produkt. Niggli Ag, Sulgen / Zürich 2004, ISBN 978-3-7212-0517-6.
- William Lidwell: Design. Die 100 Prinzipien für erfolgreiche Gestaltung. Stiebner, München 2004, ISBN 3-8307-1295-2.
- Beat Schneider: Design – eine Einführung. Birkhäuser, Basel 2005, ISBN 3-7643-7241-9.
- Thomas Friedrich, Ruth Dommaschk (Hrsg.): Bildklangwort. Grundlagen der Gestaltung. Reihe Ästhetik und Kulturphilosophie, Münster 2005, ISBN 3-8258-8111-3.
- Michael Erlhoff, Tim Marshall (Hrsg.): Wörterbuch Design. Begriffliche Perspektiven des Design. Birkhäuser, Basel 2008, ISBN 978-3-7643-7738-0.
- Uta Brandes, Michael Erlhoff, Nadine Schemmann: Designtheorie und Designforschung. Design studieren. UTB, Fink, Paderborn 2009, ISBN 978-3-8252-3152-1 (eingeschränkte Vorschau in der Google-Buchsuche).
- Petra Eisele, Bernhard E. Bürdek (Hrsg.): Design, Anfang des 21. Jh. Diskurse und Perspektiven. Av Edition, Ludwigsburg 2011, ISBN 978-3-89986-150-1.
- Catharina Berents: Kleine Geschichte des Design. Von Gottfried Semper bis Philippe Starck. C.H. Beck, München 2011, ISBN 978-3-406-62241-0.
- Claudia Mareis: Theorien des Designs zur Einführung. Junius Verlag, Hamburg 2016, ISBN 978-3-88506-086-4.
- Daniel Martin Feige: Design. Eine philosophische Analyse. Suhrkamp, Berlin 2018.
- Alexandra Black, Reg G. Grant, Ann Kay, Philip Wilkinson, Iain Zaczek: Design. Die visuelle Geschichte. Dorling Kindersley, München 2022, ISBN 978-3-8310-4522-8 (englisch: Design – The Definitive Visual History. London 2021. Übersetzt von Wiebke Krabbe und Christiane Wagler).

### Spezialthemen
- Tom Bieling: Inklusion als Entwurf. Teilhabe orientierte Forschung über, für und durch Design. Birkhäuser, Basel 2019, ISBN 978-3-0356-2020-7
- Kai Buchholz, Klaus Wolbert (Hrsg.): Im Designerpark. Leben in künstlichen Welten. Häusser, Darmstadt 2004, ISBN 3-89552-100-0.
- Bernhard E. Bürdek: Design – Geschichte, Theorie und Praxis der Produktgestaltung. 3., vollständig überarbeitete und erweiterte Neuauflage. Birkhäuser, Basel 2005, ISBN 3-7643-7028-9 (eingeschränkte Vorschau in der Google-Buchsuche).
- Andreas Dorschel: Gestaltung – Zur Ästhetik des Brauchbaren. Universitätsverlag C. Winter, Heidelberg 2002, ISBN 3-8253-1254-2.
- Charlotte und Peter Fiell: Design des 20. Jahrhunderts. Taschenbuch, Köln 2002, ISBN 3-8228-0813-X.
- Hans Höger: Design Research. Mailand 2008, ISBN 978-88-86116-90-9.
- Harry Lehmann: Die ästhetische Wende. Warum die DDR am Design gescheitert ist (PDF-Datei; 5,3 MB). In: Lettre International. Heft 86, Berlin 2009, S. 125–132.
- Klaus-Jürgen Sembach, Gabriele Leuthäuser, Peter Gössel: Möbeldesign des 20. Jahrhunderts. Taschenbuch, Köln 2002, ISBN 3-8228-2136-5.
- Dagmar Steffen: Design als Produktsprache – Der „Offenbacher Ansatz“ in Theorie und Praxis. Verlag form, Frankfurt/Main 2000, ISBN 3-7643-6816-0.
- Axel Buether: Design — Eine Begriffsklärung. In: Kunibert Bering, Rolf Niehoff, Karina Pauls (Hrsg.): Lexikon der Kunstpädagogik. Athena, Oberhausen 2017, ISBN 978-3-89896-690-0.
- Gert Selle: Geschichte des Design in Deutschland. Aktualisierte und erweiterte Neuausgabe, Campus Verlag, Frankfurt am Main 2007, ISBN 978-3-593-38487-0.

### Zeitschriften
- md – INTERIOR | DESIGN | ARCHITECTURE (Website)
- designreport. – Magazin für Form und Funktion, Sinn und Wert (Website)
- form (Website)
- PAGE – DESIGN. CODE. BUSINESS. (Website)
- IDPURE – the swiss magazine of visual creation graphic design and typography (Website)

### Lehrmaterial
- Martin Bruckner u. a.: Design – Arbeitsheft für den Kunstunterricht ab Klasse 7. Klett, Stuttgart u. a. 1993, ISBN 3-12-205950-9.
- Marion Godau: Produktdesign. Eine Einführung mit Beispielen aus der Praxis. Birkhäuser, Basel 2004.
- Robert Schwermer: Projektbausteine: Design. AOL Verlag, Lichtenau 2007.